# 大阪府立大学の人物一覧
大阪府立大学の人物一覧（おおさかふりつだいがくのじんぶついちらん）は、大阪府立大学に関係する人物の一覧記事。

## 著名な教員
- 橋爪紳也 -21世紀科学研究機構教授、観光産業戦略研究所長、大阪府特別顧問、大阪府特別顧問
- 宮本勝浩 - 経済学部名誉教授(元経済学部学部長)、関西大学教授、財務省財政制度等審議会臨時委員、『ちちんぷいぷい(毎日放送)』『ニュースBIZ(テレビ大阪)』等のメディア出演多数、日本経済新聞等で阪神タイガース優勝の経済効果算出、経済学部卒
- 小西康裕 - 工学部化学工学科教授、微生物の呼吸を利用したレアメタル回収の研究　大学院工学研究科博士後期課程修了
- 福山重一 - 元教育学部長。教育学部廃止による罷免後、芦屋大学を創設
- 堀江珠喜 - 総合教育研究機構教授、関西文學新人賞選考委員、著書は「男はなぜ悪女にひかれるのか」「人妻の研究」など
- 細見和之 - 元人間社会学研究科教授、詩人、「家族の午後」で第7回三好達治賞を受賞
- 大屋霊城 - 造園家・都市計画家　大阪府立農学校時代のの教諭
- 久保貞 - 造園家、作庭家、ランドスケープアーキテクト。大阪府立大学教授
- 高橋理喜男 - 造園学者。大阪府立大学名誉教授。日本大学教授を歴任
- 堤久雄 - 元大阪府立大学教授。昭和41･42年度日本造園学会関西支部長。
- 土井幸平 - 都市計画家。 都市計画コンサルタント協会マスター都市プランナー
- 藤原宣夫 - 造園学者。環境学者。大阪府立大学大学院生命環境科学研究科 緑地環境科学専攻教授

## 出身者

### 政治

#### 現職国会議員
- 瀬戸隆一 - 衆議院議員、元総務省大臣官房調査官、元岩手県警察本部警務部長、工学部卒
- 吉川里奈 - 衆議院議員、看護学部卒

#### 元職国会議員
- 谷口隆義 - 元衆議院議員、元財務副大臣、元総務副大臣、公認会計士、税理士　経済学部卒
- 四ツ谷光子 - 元衆議院議員、日本共産党中央委員会名誉幹部

#### 市町村長
- 永藤英機 - 堺市長、元大阪府議会議員　経済学部卒
- 千代松大耕 - 泉佐野市長、元泉佐野市議会議員

### 財界
- 揚塩健治 - 阪神タイガース社長　経済学部卒
- 安藝貴範 - グッドスマイルカンパニー創業者
- 浅田篤 - 任天堂会長、シャープ副社長、発明協会発明賞受賞　工学部卒
- 塩濱剛治 - Uber日本法人社長、ロゼッタストーン日本法人社長　経済学部卒
- 志賀俊之 -  日産自動車COO、産業革新機構会長、経済同友会副代表幹事、日本自動車工業会会長　経済学部卒
- 竹下克彦 - ノーリツ社長、日本ガス石油機器工業会会長　工学部卒
- 竹中直純 - 未来検索ブラジル創業者・社長、東京産業新聞社社長　総合科学部中退
- 中川潤子 -  シャープ通信融合端末事業部・副事業部長、「ウーマン・オブ・ザ・イヤー2007」入賞（ヒットメーカー部門第1位）
- 中本晃 - 島津製作所社長、日本計量機器工業連合会会長、京都工業会会長　工学部卒
- 藤原崇起 - 阪神電気鉄道社長、阪神タイガース会長オーナー　経済学部卒
- 松田憲幸 - ソースネクスト創業者・社長、ロゼッタストーン日本法人社長、ポケトーク開発者　工学部卒
- 吉田淑則 - JSR社長、工学研究科修了
- 脇田珠樹 - セブン＆アイ・ホールディングス最高戦略責任者、ニッセンホールディングス社長、シャディ会長　経済学部卒
- 谷口行規 - ユークス創業者　工学部卒
- 前川孝雄 - FeelWorks創業者、リクナビ編集長 経済学部卒
- 増田清 - 京都試作センター社長　工学部卒
- 溝之上純一 - タイ三井物産社長、バンコク日本人商工会議所会頭　経済学部卒
- 宮島義嗣 - OKK社長　工学部卒

### 官界
- 堤勇二 - 大阪府行政職員 大阪府住宅供給公社理事長、大阪府住宅まちづくり部長 岸和田市副市長
- 勝浦康之 - 造園技師
- 北山武征 - 造園技師
- 村上貢 - 造園技師

### 研究者
- 秋宗秀夫 - 工学者、京都大学名誉教授
- 浅居喜代治 - 工学者（経営工学）、大阪府立大学名誉教授、元大阪工業大学工学部教授、日本ファジィ学会初代会長、日本経営工学会第19期副会長
- 安保正一 - 工学者、専門は光化学、工学博士、福州大学国際学院院長・国家重点研究所顧問、前大阪府立大学学長顧問・副学長。大阪府立大学名誉教授
- 石田眞得 - 商法学者、関西学院大学教授
- 稲本志良 - 農業経済学者、京都大学名誉教授、元地域農林経済学会会長、元日本農業経営学会会長
- 岩崎日出男 - 工学者（経営工学）、近畿大学名誉教授
- 岩壷卓三 - 工学者、神戸大学名誉教授、関西大学名誉教授、元日本機械学会機械力学部門長
- 上田恵介 - 動物学者、鳥類学者　立教大学名誉教授　農学部卒　大学院農学研究科出身
- 何森健 - 微生物学者、香川大学名誉教授
- 裏出良博 - 生化学者　筑波大学国際統合睡眠医科学研究機構　元教授　1976年農学部農芸化学科卒
- 植田宏文 - 経済学者　同志社大学商学部教授　経済学部卒
- 大須賀公一 - 工学者（制御システム工学）、大阪大学・神戸大学・大阪工業大学教授
- 大西敏夫 - 農業経済学者、和歌山大学経済学部教授
- 大松繁 - 工学者（電子情報工学）、大阪府立大学名誉教授。元大阪工業大学・徳島大学工学部教授。元システム制御情報学会会長
- 奥田徹示 - 工学者（経営工学）、大阪工業大学名誉教授
- 角修吉 - 工学者（電子工学）、元大阪工業大学工学部教授
- 笠原正雄 - 工学者、京都工芸繊維大学名誉教授、電気通信普及財団賞
- 亀田貴之 - 環境学者、京都大学教授
- 日下幸男 - 国文学者、龍谷大学名誉教授
- 久津輪敏郎 - 工学者（電子工学）、大阪工業大学名誉教授、元高度情報化技術研究会会長
- 熊谷明泰 - 言語学者　関西大学外国語学部教授　経済学部卒
- 倉本智明 - 社会学者、東京大学大学院経済学研究科特任講師
- 栗山仙之助 - 工学者（経営工学）、大阪工業大学名誉教授、日本経営工学会第21期会長
- 小池勝 - 工学者（機械工学）、元大阪工業大学工学部教授
- 小寺正敏 - 工学者（電子工学）、大阪工業大学名誉教授
- 後藤邦夫 - 化学者、大阪工業大学名誉教授
- 小堀研一 - 工学者（情報工学）、大阪工業大学名誉教授
- 小松信雄 - 工学者（航空宇宙工学）、大阪工業大学情報科学部准教授
- 阪口清和 - 工学者（電気工学）、大阪工業大学名誉教授
- 柴田浩 - 工学者（電子情報工学）、大阪工業大学名誉教授
- 清水婦久子 - 国文学者、帝塚山大学教授
- 菅博 - 工学者（電子工学）、大阪工業大学名誉教授
- 芹川忠夫 - 獣医学者、京都大学名誉教授、元関西実験動物研究会会長、実験動物学会賞
- 泉田啓 - 工学者、京都大学教授　工学部卒
- 谷晃 - 農学者・環境学者、静岡県立大学食品栄養科学部教授・大学院食品栄養環境科学研究院教授
- 谷口勝則 - 工学者（電気工学）、大阪工業大学名誉教授、元パワーエレクトロニクス学会会長
- 塚本康浩 - 獣医師・獣医学博士、京都府立大学学長・生命環境科学研究科教授
- 辻裕 - 工学者、大阪大学名誉教授、元日本機械学会副会長　工学部卒　大学院工学研究科出身
- 角野信夫 - 経営学者、神戸学院大学教授
- 棚橋一郎 - 化学者、元大阪工業大学工学部教授
- 戸田清 - 社会学者、長崎大学教授
- 内藤浩樹 - 技術経営学者、大阪工業大学知的財産専門職大学院教授
- 西岡泉 - 技術経営学者、元大阪工業大学知的財産専門職大学院教授
- 西岡京治 - 植物学者、ブータン農業の父　大阪府立園芸高等学校教諭　農学部卒　海外農業研究会OB
- 原嶋勝美 - 工学者（情報工学）、大阪工業大学工学部教授
- 東本慎也 - 化学者、大阪工業大学工学部教授
- 平井敏雄 - 材料科学者、東北大学名誉教授、元日本セラミックス協会会長、日本金属学会谷川・ハリス賞
- 平井利博 - 工学者、信州大学名誉教授、長野大学理事長、元繊維学会会長
- 藤田栄一 - 英文学者、神戸学院大学教授
- 古川麒一郎 - 天文学者　元女子美術大学教授　工学部卒
- 堀田満 - 植物学者、元鹿児島大学教授、南方熊楠賞
- 堀口安彦 - 細菌学者。大阪大学微生物病研究所教授、農学部獣医学科卒
- 松尾貴巳 - 会計学者、神戸大学副学長、元日本原価計算研究学会会長
- 松本毅 - 技術経営学者、元大阪工業大学工学部技術マネジメント学科客員教授、元大阪市イノベーション促進評議会委員長
- 港徹雄 - 国際政治経済学者。青山学院大学名誉教授、日本中小企業学会会長
- 三宅興子 - 児童文学学者、梅花女子大学名誉教授、国際グリム賞
- 宮田秀明 - 公衆衛生学者　摂南大学薬学部教授　農学部卒
- 宮本勝浩 - 経済学者、大阪府立大学名誉教授、関西大学経済学部名誉教授、ロシア・東欧学会副代表理事、経済学部卒
- 柳田剛 - 工学者　東京大学教授、船井学術賞　工学部卒
- 吉田恵一郎 - 工学者（電気工学）、大阪工業大学工学部教授
- 吉田弘之 - 環境学者　大阪府立大学教授　工学部卒

（造園系）
- 増田昇 - 造園学者 大阪府立大学大学院生命環境科学研究科教授　農学部卒
- 重松敏則 - 造園家。九州大学名誉教授、
- 杉本正美 - 造園学者 九州芸術工科大学芸術工学部（現九州大学芸術工学部）/九州大学大学院芸術工学研究院]教授。カリフォルニア大学バークレー校客員研究員を経て、神戸芸術工科大学環境デザイン学部教授　農学部卒
- 岡本諟明 - 造園学者 南九州大学教授　農学部卒
- 中瀬勲 - 造園学者 大阪府立大学教授　農学部卒
- 安部大就 - 造園学者 大阪府立大学教授　農学部卒
- 上甫木昭春 - 造園学者 大阪府立大学大学院生命環境科学研究科教授　農学部卒
- 川口将武 - 造園学者 大阪産業大学　農学部卒
- 養父志乃夫 - 造園学者 和歌山大学教授　農学部卒
- 和田啓 - 構造生物学者、宮崎大学准教授　農学部卒
- 和多田淳三 - 工学者（経営工学）、早稲田大学理工学術院名誉教授、元大阪工業大学工学部教授、元日本ファジィ学会副会長

### 文化人
- 宇野正美 - 著述家、経済学部卒
- 岡田あーみん - 漫画家、代表作に「お父さんは心配症｣｢こいつら100％伝説｣｢ルナティック雑技団｣
- 河野多惠子 - 小説家、文化功労者、谷崎潤一郎賞、芥川賞受賞、「幼兒狩り」「蟹」など　大阪府女子専門学校出身
- 柴崎友香 - 小説家、芸術選奨文部科学大臣新人賞、織田作之助賞大賞受賞、芥川賞受賞、「きょうのできごと」「ショートカット」など  写真部OB　総合科学部卒
- 高階杞一 - 詩人、H氏賞、三好達治賞受賞　農学部卒
- 出口竜正 - 漫画家、代表作に「命～紅の守護神～」など　工学部卒　漫画研究会OB
- 富岡多恵子 - 小説家・詩人、読売文学賞、大佛次郎賞、H氏賞受賞、「中勘助の恋」「植物祭」「ひべるにあ島紀行」など　大阪女子大学出身
- 友野詳 - 小説家、グループSNE所属、作品は「ルナル・サーガ」など　総合科学部卒  SF研究会OB
- 東野圭吾 - 小説家、江戸川乱歩賞、直木賞受賞　工学部卒
- 藤本義一 - 小説家、直木賞受賞、日本拳法部創設者　経済学部卒
- 米谷ふみ子 - 小説家・画家、「遠来の客」で文學界新人賞、「過越しの祭」で、新潮新人賞、芥川賞受賞。女流文学賞、「ファミリービジネス」など著書多数。　大阪女子大学出身
- 楠木新 - ビジネス評論家、大学院でMBA取得
- 小川内初枝 - 小説家
- 奥村和子 - 詩人
- 米田靖子 - 歌人、歌壇賞
- 田中正史 - 作曲家
- 塚田幸三 - 翻訳家
- 寺田裕 - 文芸評論家
- 友道康夫 - 調教師
- 橋本尚 - 文筆家
- 長谷川卓也 - フリーライター、出版史研究者、元東京新聞記者
- 深森あき - イラストレーター
- 藤田日出男 - 航空ジャーナリスト
- 藤本統紀子 - エッセイスト

#### ランドスケープ
- 上杉武夫 - ランドスケープデザイナー、ランドスケープ指導者。カリフォルニア州立ポリテクニック大学ポモナ校名誉教授
- 中村ひとし - ランドスケープデザイナー、ブラジル連邦ブラジリア首都開発公社総裁補佐
- 山崎亮 - ランドスケープデザイナー、株式会社studio-L代表　農学部（現 生命環境科学域）卒
- 佐々木葉二 - ランドスケープデザイナー、大学院
- 早川紀代秀 - ランドスケープデザイナー、大学院、元オウム真理教幹部。元死刑囚。
- 辻本智子 - ランドスケープデザイナー、
- ハナムラチカヒロ - ランドスケープデザイナー、
- 藤田好茂 - ランドスケープデザイナー、
- 鷲尾金弥 - ランドスケープデザイナー、
- 稲田純一 - ランドスケープデザイナー、
- 都田徹 - ランドスケープデザイナー、

#### 芸能人
- 桂文喬 - 落語家、経済学部卒
- 旭堂南陵 (4代目) - 講談師、大学院農学研究科出身、元参議院議員
- 河野良祐 - お笑い芸人、漫才師（元令和喜多みな実）、経済学部卒
- 菅広文 - 漫才師（ロザン）、経済学部中退

#### マスコミ
- 林マオ - 読売テレビアナウンサー　経済学部卒
- 別井敬之 - NHKアナウンサー　経済学部卒
- 内片輝 - テレビドラマプロデューサー、ドラマ／映画監督、朝日放送所属　日本映画監督協会会員  総合科学部卒
- 高木浩志 - テレビプロデューサー、文楽研究家
- 岸本多万重 - 元NHKアナウンサー
- 木谷美帆 - フリーアナウンサー
- 中西ふみ子 - フリーアナウンサー
- はたなかたいち - アニメーションプロデューサー

### 法曹界
- 佐々木静子 - 弁護士、元参議院議員

### 指導者
- 西岡京治